# Johann Carl August Andreae-Goll
Johann Carl August Andreae-Goll (* 8. Juli 1816 in Frankfurt am Main; † 14. Januar 1889 ebenda) war ein deutscher Bankier und Abgeordneter.

## Leben
Andreae-Goll heiratete Johanna Magdalene Aemilie Goll (1819–1903). Aus der Ehe gingen die Söhne Hermann (1846–1925), Heinrich (1839–1873), Rudolf (1844–1913), Richard (1848–1921) und Victor (1853–1929) hervor, die später im Bankgeschäft tätig waren. Der Sohn Oscar (1841–1916) wurde Kaufmann und Willy (1858–1894) Ingenieur.
Andreae-Goll war Teilhaber des Bankhauses Johann Goll & Söhne und Mitbegründer der Frankfurter Bank.
Nach der Märzrevolution wurde er 1848 in die Constituierende Versammlung der Freien Stadt Frankfurt gewählt.